# Flare
Flare — двовимірна рольова відеогра створена Клінтом Белланжером (Clint Bellanger). Пізніше до розробки приєднались інші розробники з різних країн світу. Гра є безкоштовною та розповсюджується на умовах вільної ліцензії GPLv3, медіа складові розповсюджуються під ліцензією CC-BY-SA. Ігровий процес створений під впливом гри Diablo II 2000 року.

## Сюжет
Кампанія Емпірея — це основна кампанія, створена командою Flare. Історія починається з того, що гравця вигнали з батьківщини — Емпіреї, в результаті чого гравець розпочинає квест по поверненню до батьківщини. Ця подорож веде гравця по багатьом регіонам, які багаті різними сторонніми квестами.

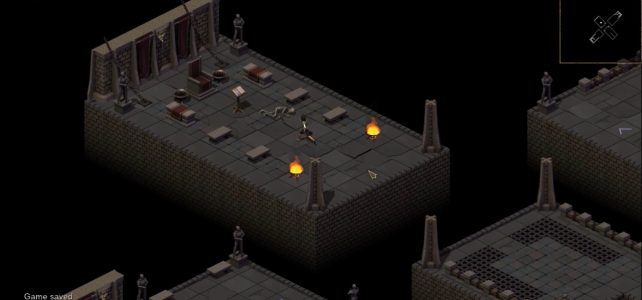
Ігровий процес Flare

## Розробка та локалізація
Рушій гри написано на C++ з використанням SDL2, також є простий у використанні інтерфейс для моддингу. Станом на кінець 2018 року, гра доступна на 24 мовах, хоча й переклад на більшість з них є не повним. Повний переклад з англійської доступний на таких мовах:
- Шотландська гельська;
- Німецька;
- Іспанська;
- Українська;
- Португальська.

Майже повний переклад доступний на таких мовах як білоруська, польська та італійська. Підготовка перекладу відбувається на платформі Transifex.

## Виноски
1. ↑  Flare – Free/Libre Action Roleplaying Engine. flarerpg.org (амер.). Архів оригіналу за 12 листопада 2018. Процитовано 12 листопада 2018.
2. ↑  Flare: Empyrean Campaign – Flare. flarerpg.org (амер.). Архів оригіналу за 12 листопада 2018. Процитовано 12 листопада 2018.